# جایزه بزرگ ترکیه

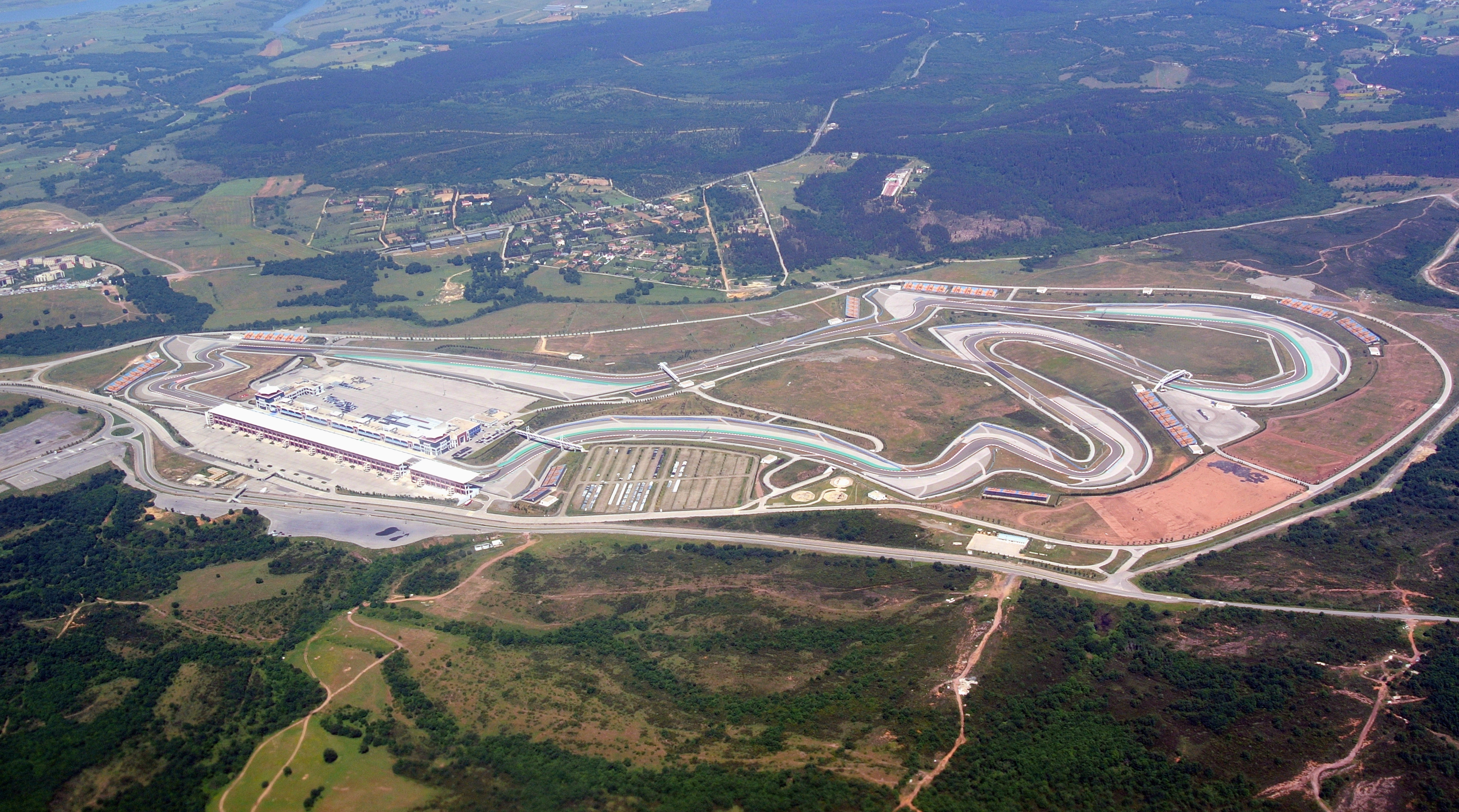
نمای هوایی استانبول پارک

جایزه بزرگ ترکیه (به انگلیسی: Turkish Grand Prix) یک مسابقه فرمول یک است که در برگزار پیست استانبول پارک، برگزار می‌شود. طراحی این پیست توسط توسط هرمان تیلیکه صورت گرفته. این مسابقه بخشی از مسابقات جهانی فرمول یک بین سالهای 2005 و 2011، بود. و بخاطر همه‌گیری ویروس کرونا به تقویم ۲۰۲۰ و ۲۰۲۱ فرمول یک اضافه شد.

## برندگان جایزه بزرگ ترکیه

### برندگان (رانندگان)
| برنده | راننده        | سال‌ها برنده شد   |
| ----- | ------------- | ---------------- |
| ۳     | فیلیپه ماسا   | ۲۰۰۶، ۲۰۰۷، ۲۰۰۸ |
| ۲     | لوئیس همیلتون | ۲۰۱۰، ۲۰۲۰       |

### برندگان (سازندگان)
| برنده | سازنده  | سال‌ها برنده شد   |
| ----- | ------- | ---------------- |
| ۳     | فراری   | ۲۰۰۶، ۲۰۰۷، ۲۰۰۸ |
| ۲     | مک لارن | ۲۰۰۵، ۲۰۱۰       |

### برندگان (سازندگان موتور)
| برنده | شرکت تولید کننده | سال‌ها برنده شد         |
| ----- | ---------------- | ---------------------- |
| ۴     | مرسدس            | ۲۰۰۵، ۲۰۰۹، ۲۰۱۰، ۲۰۲۰ |
| ۳     | فراری            | ۲۰۰۶، ۲۰۰۷، ۲۰۰۸       |

### برندگان
| سال       | راننده        | سازنده          | گزارش       |
| --------- | ------------- | --------------- | ----------- |
| 2005      | کیمی رایکونن  | مک لارن - مرسدس | گزارش       |
| 2006      | فیلیپه ماسا   | فراری           | گزارش       |
| 2007      | فیلیپه ماسا   | فراری           | گزارش       |
| 2008      | فیلیپه ماسا   | فراری           | گزارش       |
| 2009      | جنسون باتن    | بروان - مرسدس   | گزارش       |
| 2010      | لوئیس همیلتون | مک لارن - مرسدس | گزارش       |
| 2011      | سباستین وتل   | ردبول - رنو     | گزارش       |
| 2012 2019 | برگزار نشده   | برگزار نشده     | برگزار نشده |
| ۲۰۲۰      | لوئیس همیلتون | مرسدس           | گزارش       |